# 켈든 존슨
켈든 와일더 존슨(영어: Keldon Wilder Johnson, 1999년 10월 11일~)은 미국의 농구 선수로 포지션은 스트레치 포이다. 현재 전미 농구 협회(NBA)의 샌안토니오 스퍼스 소속으로 뛰고 있다. 
국제 대회에 미국 대표팀 선수로 활약하여 2020년 하계 올림픽에서 금메달을 획득했다.